# Eduardo Morilla
Eduardo Morilla (* um 1900 in Asturien, Spanien; † 6. Juni 1961 in Puebla, Puebla, Mexiko) war ein spanischer Fußballspieler auf der Position des Stürmers, der nach seiner aktiven Laufbahn als Trainer agierte.

## Leben
Morilla begann seine aktive Laufbahn 1921 bei Sporting Gijón, wo er in sechs Jahren 56 Spiele absolvierte und 44 Tore erzielte. Vor der Saison 1927/28 wechselte er zum Club Celta de Vigo.
In den 1940er Jahren arbeitete Morilla als Trainer bei den mexikanischen Vereinen Moctezuma und Puebla, mit denen er je einmal den Pokalsieg feiern konnte. Außerdem erreichte er mit Puebla in derselben Saison 1944/45 die Vizemeisterschaft.
Eduardo Morilla starb am 6. Juni 1961 in Puebla an den Folgen einer Lebererkrankung.

## Erfolge als Trainer
- Mexikanischer Pokalsieger: 1943 (mit Moctezuma), 1945 (mit Puebla)
- Mexikanischer Vizemeister: 1944/45 (mit Puebla)